# Campeonato Relámpago de la Sección Profesional
El Campeonato Relámpago Profesional o Campeonato Relámpago de la Sección Profesional de la Asociación de Football de Santiago 1935 fue la edición única de una competición oficial de fútbol profesional de Chile, correspondiente a la temporada 1935. Se jugó desde el 25 de agosto hasta el 22 de septiembre de 1935, al término de la primera rueda del campeonato oficial de 1935.
Su organización estuvo a cargo de la Sección Profesional de la Asociación de Football de Santiago (AFS) y contó con la participación de siete equipos. La competición se disputó parcialmente bajo el sistema de todos contra todos, en tres fechas, más una definición final.
El campeón fue Magallanes, que, con una victoria por 3-1 ante Morning Star en la definición final, se adjudicó su primer título del Campeonato Relámpago Profesional.

## Antecedentes
Luego de haber finalizado la primera rueda del campeonato oficial de 1935, los equipos de Santiago y Morning Star —que jugaba la edición de 1935 de la Serie B de la Sección Profesional— solicitaron a la Asociación de Football de Santiago aplazar el inicio de la segunda rueda de las competiciones, a fin de programar una serie de partidos amistosos. Dicha petición respondía a los serios problemas económicos que sufrían ambos clubes y que finalizarían con la fusión de las dos instituciones en abril de 1936.
La propuesta de aplazamiento, presentada en la reunión del directorio de la asociación del 20 de agosto, recibió inicialmente el rechazo de los demás clubes; sin embargo, para solucionar el conflicto, la directiva de Unión Española propuso la organización de un torneo relámpago, cuya recaudación sería dividida en partes iguales entre todos los equipos. Aun cuando la iniciativa fue aprobada por la mayoría de las instituciones, el director de Audax Italiano, Américo Simonetti, decidió renunciar a su posición en la Asociación de Football de Santiago como protesta a la medida.

## Modalidad
Originalmente, se decidió programar el certamen en tres jornadas que se disputarían los días 25 de agosto, 1 de septiembre y 8 de septiembre, no obstante, tras la reprogramación de la segunda rueda del Torneo Oficial, que comenzó el 1 de septiembre, la segunda jornada fue aplazada para el 8 de septiembre.
Una vez finalizas las tres jornadas, en las que cada club debía jugar dos encuentros, el equipo que hubiese sumado más puntos disputaría un encuentro final frente a Magallanes, que no participó en la primera fase y que por esas fechas se encontraba de gira por Perú. La final se jugaría en primera instancia el 15 de septiembre, no obstante, finalmente tuvo lugar el día 22 de ese mismo mes.

## Desarrollo

### Primera fase

#### Jornada 1
| 25 de agosto de 1935 | Morning Star | 1:0 | Colo-Colo | Campos de Sports de Ñuñoa, Santiago              |                                                  |
|                      | Orellana     |     |           | Asistencia: 4.857 espectadores Árbitro(s): Gámez | Asistencia: 4.857 espectadores Árbitro(s): Gámez |

| 25 de agosto de 1935 | Audax Italiano            | 2:2 | Badminton | Campos de Sports de Ñuñoa, Santiago                   |                                                       |
|                      | Cortés pen.' · Stipicevic |     | Miranda   | Asistencia: 4.857 espectadores Árbitro(s): Bustamante | Asistencia: 4.857 espectadores Árbitro(s): Bustamante |

#### Jornada 2
| 8 de septiembre de 1935 | Colo-Colo                | 6:2 | Santiago | Campos de Sports de Ñuñoa, Santiago                  |                                                      |
|                         | Bravo · Rojas · San Juan |     | Vargas   | Asistencia: 4.216 espectadores Árbitro(s): Sepúlveda | Asistencia: 4.216 espectadores Árbitro(s): Sepúlveda |

| 8 de septiembre de 1935 | Morning Star    | 3:2 | Unión Española | Campos de Sports de Ñuñoa, Santiago                        |                                                            |
|                         | Facio · Cilentó |     | Peña · Aller   | Asistencia: 4.216 espectadores Árbitro(s): Roberto Aguirre | Asistencia: 4.216 espectadores Árbitro(s): Roberto Aguirre |

#### Jornada 3
Tras ser aplazada, la asociación decidió cancelar la tercera jornada luego de que Morning Star ganara sus dos encuentros.
|  | Audax Italiano |  | Santiago |  |  |

|  | Unión Española |  | Badminton |  |  |

## Tabla de posiciones
| Pos | Equipo         | PJ | PG | PE | PP | GF | GC | Dif | Pts |
| --- | -------------- | -- | -- | -- | -- | -- | -- | --- | --- |
| 1   | Morning Star   | 2  | 2  | 0  | 0  | 4  | 2  | 2   | 4   |
| 2   | Colo-Colo      | 2  | 1  | 0  | 1  | 6  | 3  | 3   | 2   |
| 3   | Badminton      | 1  | 0  | 1  | 0  | 2  | 2  | 0   | 1   |
| 4   | Audax Italiano | 1  | 0  | 1  | 0  | 2  | 2  | 0   | 1   |
| 5   | Unión Española | 1  | 0  | 0  | 1  | 2  | 3  | -1  | 0   |
| 6   | Santiago       | 1  | 0  | 0  | 1  | 2  | 6  | -4  | 0   |

PJ=Partidos jugados; PG=Partidos ganados; PE=Partidos empatados; PP=Partidos perdidos; GF=Goles a favor; GC=Goles en contra; Dif=Diferencia de gol; Pts=Puntos
|  | Clasifica a la final |

## Final
|       | POR | Eugenio Soto    |    |
|       | DEF | Quintín Vargas  |    |
|       | DEF | Julio Córdova   |    |
|       | MED | Oyarzún         |    |
|       | MED | Enrique Trejos  |    |
|       | MED | Luis Ponce      |    |
|       | DEL | Fernando Farfán | 7' |
|       | DEL | Carlos Vidal    |    |
|       | DEL | Guillermo Ogaz  | '  |
|       | DEL | José Avendaño   |    |
|       | DEL | José Inostroza  |    |
| D. T. |     |                 |    |

|       | POR | Lobos     |    |
|       | DEF | Alsina    |    |
|       | DEF | Carmona   | 4' |
|       | MED | Sánchez   |    |
|       | MED | Frías     |    |
|       | MED | De Saa    |    |
|       | DEL | Farfán    |    |
|       | DEL | Rodríguez |    |
|       | DEL | Facio     |    |
|       | DEL | Cilento   |    |
|       | DEL | Brieba    |    |
| D. T. |     |           |    |

|  | DEL | Arturo Carmona | 7' |
|  | DEL | Segundo Flores | '  |

|  | DEF | Donoso | 4' |

| 43' · 57' · 69' | Segundo Flores José Inostroza Carlos Vidal | 1-0 2-1 3-1 |

| 47' | Sánchez | 1-1 |

| Principal | Alfredo Vargas |

|       | POR | Eugenio Soto    |    |
|       | DEF | Quintín Vargas  |    |
|       | DEF | Julio Córdova   |    |
|       | MED | Oyarzún         |    |
|       | MED | Enrique Trejos  |    |
|       | MED | Luis Ponce      |    |
|       | DEL | Fernando Farfán | 7' |
|       | DEL | Carlos Vidal    |    |
|       | DEL | Guillermo Ogaz  | '  |
|       | DEL | José Avendaño   |    |
|       | DEL | José Inostroza  |    |
| D. T. |     |                 |    |

|       | POR | Lobos     |    |
|       | DEF | Alsina    |    |
|       | DEF | Carmona   | 4' |
|       | MED | Sánchez   |    |
|       | MED | Frías     |    |
|       | MED | De Saa    |    |
|       | DEL | Farfán    |    |
|       | DEL | Rodríguez |    |
|       | DEL | Facio     |    |
|       | DEL | Cilento   |    |
|       | DEL | Brieba    |    |
| D. T. |     |           |    |

|  | DEL | Arturo Carmona | 7' |
|  | DEL | Segundo Flores | '  |

|  | DEF | Donoso | 4' |

| 43' · 57' · 69' | Segundo Flores José Inostroza Carlos Vidal | 1-0 2-1 3-1 |

| 47' | Sánchez | 1-1 |

| Principal | Alfredo Vargas |

|       | POR | Eugenio Soto    |    |
|       | DEF | Quintín Vargas  |    |
|       | DEF | Julio Córdova   |    |
|       | MED | Oyarzún         |    |
|       | MED | Enrique Trejos  |    |
|       | MED | Luis Ponce      |    |
|       | DEL | Fernando Farfán | 7' |
|       | DEL | Carlos Vidal    |    |
|       | DEL | Guillermo Ogaz  | '  |
|       | DEL | José Avendaño   |    |
|       | DEL | José Inostroza  |    |
| D. T. |     |                 |    |

|       | POR | Lobos     |    |
|       | DEF | Alsina    |    |
|       | DEF | Carmona   | 4' |
|       | MED | Sánchez   |    |
|       | MED | Frías     |    |
|       | MED | De Saa    |    |
|       | DEL | Farfán    |    |
|       | DEL | Rodríguez |    |
|       | DEL | Facio     |    |
|       | DEL | Cilento   |    |
|       | DEL | Brieba    |    |
| D. T. |     |           |    |

|  | DEL | Arturo Carmona | 7' |
|  | DEL | Segundo Flores | '  |

|  | DEF | Donoso | 4' |

| 43' · 57' · 69' | Segundo Flores José Inostroza Carlos Vidal | 1-0 2-1 3-1 |

| 47' | Sánchez | 1-1 |

| Principal | Alfredo Vargas |

|       | POR | Eugenio Soto    |    |
|       | DEF | Quintín Vargas  |    |
|       | DEF | Julio Córdova   |    |
|       | MED | Oyarzún         |    |
|       | MED | Enrique Trejos  |    |
|       | MED | Luis Ponce      |    |
|       | DEL | Fernando Farfán | 7' |
|       | DEL | Carlos Vidal    |    |
|       | DEL | Guillermo Ogaz  | '  |
|       | DEL | José Avendaño   |    |
|       | DEL | José Inostroza  |    |
| D. T. |     |                 |    |

|       | POR | Lobos     |    |
|       | DEF | Alsina    |    |
|       | DEF | Carmona   | 4' |
|       | MED | Sánchez   |    |
|       | MED | Frías     |    |
|       | MED | De Saa    |    |
|       | DEL | Farfán    |    |
|       | DEL | Rodríguez |    |
|       | DEL | Facio     |    |
|       | DEL | Cilento   |    |
|       | DEL | Brieba    |    |
| D. T. |     |           |    |

|  | DEL | Arturo Carmona | 7' |
|  | DEL | Segundo Flores | '  |

|  | DEF | Donoso | 4' |

| 43' · 57' · 69' | Segundo Flores José Inostroza Carlos Vidal | 1-0 2-1 3-1 |

| 47' | Sánchez | 1-1 |

| Principal | Alfredo Vargas |